# KPN
Pour les articles homonymes, voir KPN (homonymie).
KPN, diminutif de Koninklijke Posterijen, Telegrafie en Telefonie Nederland (Royal KPN en anglais), est un opérateur de télécommunications néerlandais (fixe, mobile, Internet et données). La compagnie (Naamloze Vennootschap) est issue de sa séparation des activités postales de TPG Post, activité aujourd'hui contrôlée par le groupe TNT NV. Elle est membre de l'indice Euronext 100. Elle détient plusieurs filiales de téléphonie mobile en Europe, dont KPN et Hi aux Pays-Bas, Simyo (opérateur de réseau mobile virtuel) aux Pays-Bas, en Allemagne, en Belgique et en Espagne, et Ortel Mobile (opérateur de réseau mobile virtuel) aux Pays-Bas, en Allemagne et en Belgique.

## Histoire

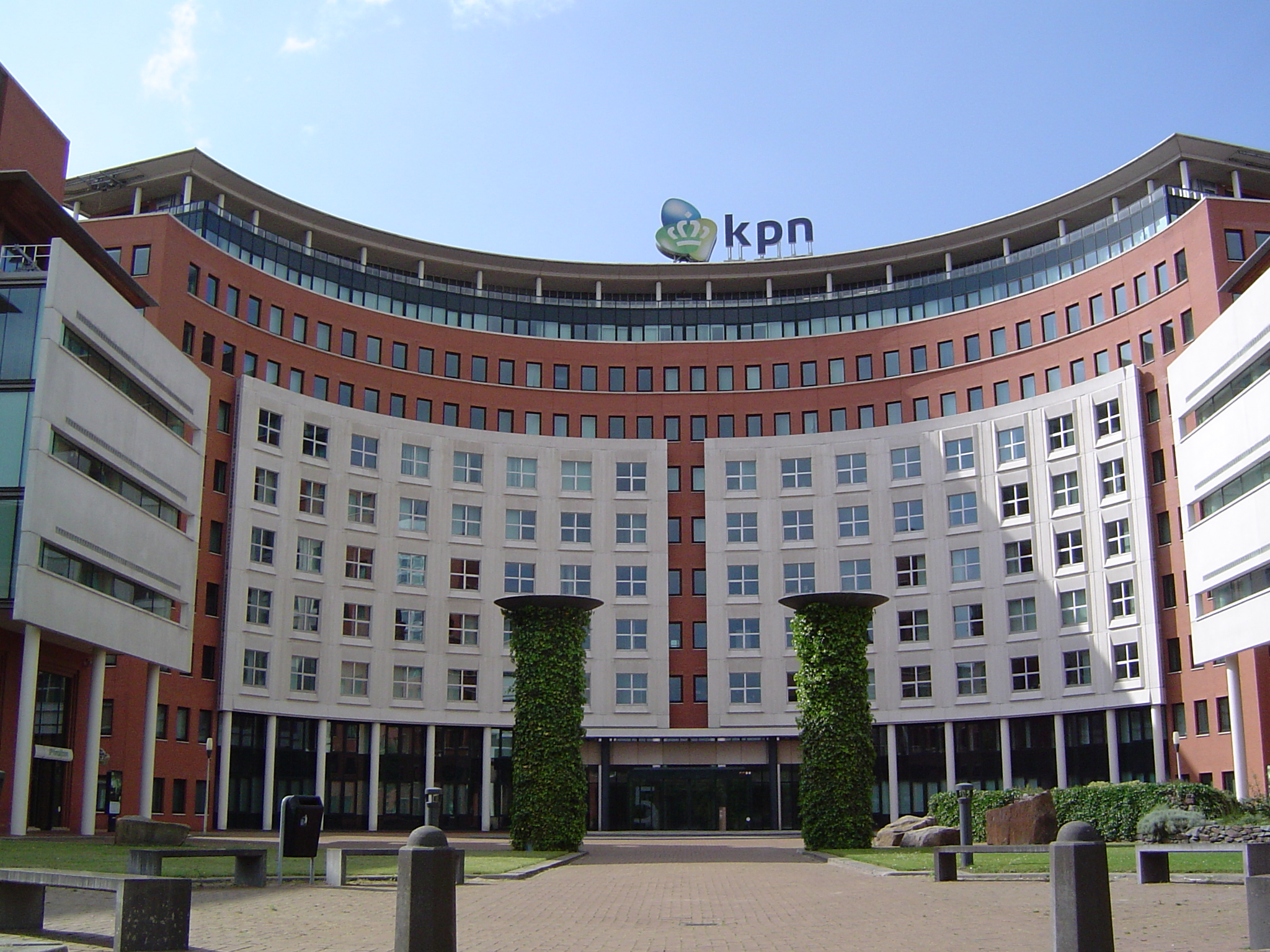
Le siège de l'entreprise à La Haye.

KPN naît de la scission de l'entreprise des postes et télécommunications des Pays-Bas, survenue en 1986. La partie postale devient ainsi PTT Post, puis TPG puis TNT Post en 2007. La partie télécommunication est d'abord appelée Koninklijke PTT NV jusqu'en 1998, date à laquelle elle prend le nom officiel de KPN. La privatisation de ces deux entreprises a lieu en même temps que leur séparation en 1986, étalée jusqu'en 1989. En 2005, l'État néerlandais vend 6,4 % du capital qu'il détient de KPN. Ainsi, l'État ramène sa part dans le capital à 14,3 %, contre 20,6 % précédemment.
En octobre 2007, KPN finalise l'acquisition de la société de services informatiques Getronics. L'année suivante, le chiffre d'affaires s'élève à plus de 14,5 milliards d'euros. Au quatrième trimestre de l'année 2011, Bouygues Telecom rachète officiellement KPN Mobile France, avec sa marque de services mobiles Simyo.
Entre mai et juin 2012, America Movil rachète 28 % de KPN. En juillet 2013, Telefonica annonce son intention de racheter E-plus, pour 5 milliards d'euros en numéraire et une participation pour KPN dans le nouveau ensemble allemand de 17,6 % ,. Le 9 aout 2013, America Movil annonce son intention de racheter KPN, en contrant l'offre de Telefonica, pour 7,2 milliards d'euros pour l'ensemble des actions qui ne détient pas.
En octobre 2013, Telefonica lance une OPA sur l'opérateur allemand E-Plus appartenant à KPN, pour 8,55 milliards de dollars. En juin 2014, les autorités de la concurrence européennes approuvent cette fusion si 20 % des actifs de l'ensemble sont vendus à d'autres opérateurs.
En avril 2015, Telenet acquiert les activités de KPN en Belgique sous la marque Base, pour 1,325 milliard d'euros. La société KPN n'est dès lors plus présente sur le marché belge.
|                  | 1881                     | 1915                     | 1918                       | 1928                       | 1977                                           | 1986                           | 1989                           | 1998                           | 2002                           | 2006                           | 2009        | 2011       | Aujourd'hui |
| ---------------- | ------------------------ | ------------------------ | -------------------------- | -------------------------- | ---------------------------------------------- | ------------------------------ | ------------------------------ | ------------------------------ | ------------------------------ | ------------------------------ | ----------- | ---------- | ----------- |
| Télécom          |                          | APT                      | APT                        | PTT                        | PTT                                            | PTT                            | PTT Telecom                    | KPN                            | KPN                            | KPN                            | KPN         | KPN        | KPN         |
| Colis postaux    | PTT Post                 | PTT Post                 | APT                        | PTT                        | PTT                                            | PTT                            | TPG Post                       | TNT Post                       | TNT Post                       | TNT Express                    | TNT Express |            |             |
| Poste            | PTT Post                 | PTT Post                 | APT                        | PTT                        | PTT                                            | PTT                            | TPG Post                       | TNT Post                       | TNT Post                       | PostNL                         | PostNL      | PostNL     |             |
| Caisse d'épargne | Caisse d'épargne postale | Caisse d'épargne postale | Caisse d'épargne postale   | Caisse d'épargne postale   | Office des chèques postaux et caisse d'épargne | Banque postale (Postbank N.V.) | Banque postale (Postbank N.V.) | Banque postale (Postbank N.V.) | Banque postale (Postbank N.V.) | Banque postale (Postbank N.V.) | Banque ING  | Banque ING | Banque ING  |
| Banque           |                          |                          | Office des chèques postaux | Office des chèques postaux | Office des chèques postaux et caisse d'épargne | Banque postale (Postbank N.V.) | Banque postale (Postbank N.V.) | Banque postale (Postbank N.V.) | Banque postale (Postbank N.V.) | Banque postale (Postbank N.V.) | Banque ING  | Banque ING | Banque ING  |

## Actionnaires
Au 29 avril 2019.
| Nom                                  | Actions     | %     |
| América Móvil                        | 675 811 713 | 16,1% |
| Franklin Mutual Advisers.            | 231 713 250 | 5,51% |
| Norges Bank Investment Management    | 124 573 391 | 2,96% |
| Canada Pension Plan Investment Board | 111 456 000 | 2,65% |
| Capital Research & Management.       | 100 991 132 | 2,40% |
| The Vanguard Group                   | 90 296 607  | 2,15% |
| Amundi Asset Management              | 62 007 837  | 1,48% |
| BlackRock Fund Advisors              | 51 808 958  | 1,23% |
| Allianz Global Investors             | 47 249 124  | 1,12% |
| Majedie Asset Management             | 45 822 838  | 1,09% |